# Озаричи (Брестская область)
Оза́ричи (бел. Азарычы) — деревня в Пинском районе Брестской области Беларуси. В составе Валищенского сельсовета. Расположена в 1 км от автодороги Ивацевичи — Пинск — Столин Р6 в 40 км от города Пинск. По переписи 2019 года в деревне насчитывалось 286 человек.

## История
- 1557 год — первое упоминание как королевской собственности
- XVIII век — селение переходит к Огинским
- Конец XVIII века — на средства Михаила Казимира Огинского строится грекокатолическая церковь
- 1795 год — из унии в православные «переведено 358 душ мужского и 313 женского пола»
- 1870 год — при поддержке Пусловских, владельцев имения, строится Покровская церковь (снесена в 1960-е годы)
- Февраль 1944 года — нацисты уничтожили 16 хозяйств, убили 17 человек

## Экономика
В августе 2018 года свою работу запустил завод по производству рапсового масла.

## Культура
- Музей ГУО «Озаричская базовая школа» Пинского района

## Достопримечательности
- Могила жертв фашизма
- Памятник землякам, погибшим в годы Великой Отечественной войны
- Огинский канал (1767—1783 года)
- Оборонительные сооружения (ДОТы) Первой мировой войны (1915—1918 года)